# شعب الحاج (حرض)

تعديل مصدري - تعديل

شعب الحاج هي إحدى قرى عزلة بني الحداد بمديرية حرض التابعة لمحافظة حجة، بلغ تعداد سكانها 45 نسمة حسب تعداد اليمن لعام 2004.